# Александр Грандаззі
Александр Грандаззі (фр. Alexandre Grandazzi; народився 8 лютого 1957 року), французький археолог і фахівець з римської античності.

## Життєпис
Свою дисертацію під керівництвом П'єра Грімаля він присвятив Альба-Лонзі. Опублікований у 2008 році, цей твір історик Жак Пусе описав як «монументальний, сміливий, ерудований, детальний і оригінальний».
Александр Грандаззі став професором Сорбонни, де очолив кафедру латинознавства. Він опублікував кілька праць, що стосуються походження та історії стародавнього Риму.

### Університетський курс
- Колишній студент École Normale Supérieure (випуск 1976 року за напрямком література)
- Дослідник класичної літератури
- Колишній член Римської французької школи
- Професор латини в Університеті Париж-Сорбонна[10].

## Публікації
- La Fondation de Rome. Histoire  (фр.). Paris: Les Belles Lettres. 1991. с. 338. ISBN 978-2-251-38010-0.

- Les Origines de Rome. Que sais-je ?  (фр.). Paris: Presses universitaires de France. 2003. с. 127. ISBN 978-2-13-053219-4.
- Alba Longa, histoire d'une légende. BEFAR  (фр.). Ecole Française de Rome. 2008. с. 988. ISBN 978-2-7283-0412-7.
- Urbs. Histoire de la ville de Rome des origines à la mort d'Auguste, Perrin, 2017, 768 p., prix Chateaubriand 2017